# 1745 en droit
Cet article présente les faits marquants de l'année 1745 en droit.

## Événements
- Hongrie : les paysans coumans et iazyges rachètent leurs libertés perdues en 1702[1].

- 22 avril : traité de Füssen entre l'Autriche et la Bavière. À la mort de Charles VII (20 janvier), son fils Maximilien III Joseph, le nouvel électeur de Bavière, traite avec Marie-Thérèse dont l’époux, François de Lorraine, est élu empereur en septembre (Auguste III de Saxe s’étant rallié à l’Autriche). Maximilien III Joseph renonce, pour lui et sa postérité, à toutes prétentions sur les États de la maison d'Autriche, en échange de la restitution des places conquises en Bavière par les Autrichiens.

- 7 mai : traité d'Aranjuez entre la France, l'Espagne, Naples et Gènes.

- 26 août : convention de Hanovre entre la Prusse et la Grande-Bretagne. Ces préliminaires de paix sont rejetés par Marie-Thérèse.

- 19 septembre[2] : l'arrestation de Samuel Baldwin provoque une insurrection au New Jersey, où les fermiers pauvres disputent la terre aux riches propriétaires, qui exigent des loyers. Samuel Baldwin, qui possède un titre propriété accordé par les Indiens, est arrêté pour non-paiement du loyer au propriétaire voisin et emprisonné à Newark. Le peuple force les portes de la prison pour le libérer. Lorsque deux des hommes qui ont libéré Baldwin sont arrêtés, des centaines de citoyens du New Jersey s’assemblent devant la prison et en libèrent les occupants.

## Naissances
- 10 août : Alexandre François Laurent Lepoitevin, magistrat français, président de chambre à la cour d'appel de la Seine, pair de France († 10 juin 1840).